# Mubarak International Stadium
Mubarak International Stadium (arab.: ستاد مبارك الدولي) – wielofunkcyjny stadion w Suezie, w Egipcie. Został otwarty w 2008 roku. Jego pojemność wynosi 45 000 widzów. Obiekt był jedną z aren piłkarskich Mistrzostw Świata U-20 w 2009 roku. Odbyło się na nim sześć spotkań fazy grupowej, dwa mecze 1/8 finału oraz dwa ćwierćfinały turnieju.